# Archiva Vol. 2
Archiva Vol. 2 es el tercer álbum recopilatorio de la banda británica de rock progresivo Asia y fue publicado en 1996.  Es la segunda parte de una colección de canciones inéditas. La canción «That Season» fue publicada en la reedición del álbum Arena del 2004.

## Lista de canciones
| Side one |                           |                                   |          |  |
| N.º      | Título                    | Escritor(es)                      | Duración |  |
| 1.       | «Obsession»               | John Payne / Steve Rodford        | 4:57     |  |
| 2.       | «Moon Under the Water»    | Johnny Warman                     | 4:02     |  |
| 3.       | «Love Like the Video»     | Payne                             | 3:53     |  |
| 4.       | «Don't Come to Me»        | Eddie Schwartz                    | 4:53     |  |
| 5.       | «The Smoke That Thunders» | Downes / Payne / Carl Palmer      | 3.28     |  |
| 6.       | «Satellite Blues»         | Geoff Downes / Warman             | 4:47     |  |
| 7.       | «Showdown»                | Jeff Lynne                        | 4:47     |  |
| 8.       | «That Season»             | Downes / Payne                    | 4:52     |  |
| 9.       | «Can't Tell These Walls»  | Payne / Andy Nye                  | 4:05     |  |
| 10.      | «The Higher You Climb»    | Downes / Warman / Jane Woolfenden | 3:25     |  |
| 11.      | «Right to Cry»            | Downes / Nye                      | 3:35     |  |
| 12.      | «Armenia»                 | Downes / Payne                    | 5:02     |  |

## Formación
- John Payne — voz principal, bajo y guitarra (en las canciones 3, 4, 5, 7, y 9)
- Geoff Downes — teclado y programador
- Scott Gorham — guitarra (en la canción 10)
- Al Pitrelli — guitarra (en la canción 1)
- Adrian Dessent —  guitarra (en la canción 6)
- Elliott Randall — guitarra (en la canción 8)
- Anthony Glynne — guitarra (en la canción 1)
- Carl Palmer — batería (en la canción 5)
- Nigel Glockler — batería (en las canción 1)
- Michael Sturgis — batería (en la canción 10)
- Luis Jardim — batería (en la canción 8)
- Trevor Thornton — batería (en la canción 2)
- Preston Hayman — batería (en la canción 6)
- Andy Nye — teclados adicionales y programador